# Manel Comas
Manel Comas Hortet (Barcellona, 29 novembre 1945 – Tiana, 17 giugno 2013) è stato un allenatore di pallacanestro spagnolo, soprannominato El Sheriff per la sua forte personalità.

## Carriera
La carriera da allenatore di Manel Comas si dipana dalla fine degli anni settanta al 2008. Fu head coach per vari club della Liga ACB, anche di primo piano, tra cui Badalona, Taugres Vitoria, Cai Saragozza e Barcellona. I suoi maggiori successi sportivi li ebbe tuttavia con il Vitoria negli anni novanta che portò alla conquista dell Coppa del Re nel 1995 e dell'Eurocup nel 1996. Con il Badalona vinse una Coppa Korać nel 1981.
Finito il successo come coach, Comas divenne commentatore sportivo per vari media di comunicazione spagnoli. Nel gennaio 2012 annunciò a Teledeporte di avere un cancro., a seguito del quale è scomparso nel giugno 2013 all'età di 67 anni.

## Palmarès
- Copa del Rey: 1

Saski Baskonia: 1995
- Coppa Korać: 1

Joventut Badalona: 1980-81
- Coppa d'Europa: 1

Saski Baskonia: 1995-96
- Liga catalana: 1

Manresa: 1999